# Wykolejeni (film 1913)
Wykolejeni lub Aszantka lub Historia jakich wiele – polski, czarno-biały, niemy dramat z 1913 roku w reżyserii Kazimierza Kamińskiego, oparty na utworze Włodzimierza Perzyńskiego Aszantka oraz na Edukacji Bronki Stefana Krzywoszewskiego.

## Obsada
- Maria Dulęba jako Władka
- Zofia Wierzejska jako matka Władki
- Mura Kalinowska jako jedna z wielu
- Maria Dunikowska jako dama
- Jadwiga Daniłowicz-Jaraczowa jako Ela
- Władysław Grabowski jako hrabia Zborowski
- Kazimierz Kamiński jako baron Nolski
- Stefan Jaracz jako bankier
- Karol Karliński jako Józek